# Parafia św. Wawrzyńca w Babimoście
Parafia pw. św. Wawrzyńca w Babimoście – rzymskokatolicka parafia, położona w dekanacie Babimost, diecezji zielonogórsko-gorzowskiej, metropolii szczecińsko-kamieńskiej w Polsce, erygowana w XIII wieku.

## Historia parafii
Babimost był własnością cystersów z Obry, którzy sprawowali już w XIII wieku opiekę duszpasterską. W 1656 roku Szwedzi dwukrotnie zajęli Babimost; 6 maja 1656 spalili na stosie proboszcza Wojciecha Turopiedskiego i wikariusza Marcina Paluszkiewicza, a 26 sierpnia spalili miasto i wymordowali jego ludność.
Parafia pw. św. Wawrzyńca w Babimoście, w 1918 r. liczyła 2 600 wiernych – w tym 2 000 Polaków. Do II wojny światowej babimojska parafia administracyjnie należała do Niezależnej Prałatury Pilskiej. Po wojnie znalazła się w granicach administracji apostolskiej w Gorzowie Wlkp. Od roku 1992 należy do diecezji zielonogórsko-gorzowskiej.

## Miejsca święte

### Kościół parafialny
- Kościół pw. św. Wawrzyńca w Babimoście, który od 2020 jest sanktuarium Matki Bożej Gospodyni Babimojskiej.

### Kościoły filialne
- Kościół św. Jacka w Babimoście
- Kościół pw. św. Józefa Rzemieślnika w Podmoklem Wielkim
- Kaplica zakonna ss. Felicjanek w Babimoście

## Terytorium parafii
- Babimost,
- Laski - (3 km),
- Laski Dolne - (3 km),
- Podmokle Małe - (4 km),
- Podmokle Wielkie - (3 km),
- Zdzisław - (3 km).

## Proboszczowie
- 1334 : ks. Mikołaj
- – 1656 : ks. Wojciech Turopiedski, zamordowany 6 maja 1656 roku w czasie najazdu szwedzkiego
- XVIII w. : ks. Józef Załuski, późniejszy biskup kijowski
- – 1949 : ks. Karol Meissner
- 1976 – 2008 : ks. Edward Napierała
- 2008 – 2011 : ks. Remigiusz Król
- 2011 – 2014 : ks. Ryszard Kolano
- 2014 – : ks. Andrzej Piela